# 篠山城
篠山城（ささやまじょう）是位於兵庫縣丹波篠山市北新町的一座近世城郭。位處篠山盆地中部，依山勢修筑的平山城。國家指定史跡。明治維新後、城郭除了大書院以外的部分被拆毀，大書院也在1944年（昭和19年）1月6日被火焚毀。2000年4月，大書院復建。2006年（平成18年）4月6日，被選為日本100名城（57號）。

## 歷史
1609年（慶長14年）德川家康將松平康重從日立國笠間城遷至丹波國八上城，並下令建造新城。據說這樣做的目的是在山陰道的要地丹波篠山盆地建造城池，以控制包括大阪豐臣氏在內的西方大名。將篠山盆地中央的小山丘指定為施工地，藤堂高虎負責領地。池田輝政擔任總知事，由來自15個地區的20名大名擔當，在六個月內完成建設。
1766年 (明和3年) - 建造宗族學校“新德堂”。
明治時代以前的篠山藩主有松井松平家為第一代，藤井松平家家為第二代，形原松平家為第五代，青山家為第六代。

## 城跡
城有內護城河和外護城河，本丸和二之丸設在內護城河內。 外護城河邊長約400m，呈正方形，東、北、南三門均由曲輪保護。 二之丸周圍的土牆折疊屏風向外突出，以減少空間之間的盲點。 建造之初就有天守閣，但天守閣從未完工。 據說這是因為幕府擔心城池、石牆和護城河，過於堅固。 實際上參與建篠山城的大名大都調到下一個建築項目：名古屋城，家康辯稱工期延長是因為要令城池建得更堅固。 未建天守閣的天守閣底座西南角矗立著一座平櫓。
上級武士居於三之丸，中、下級武士居於外護城河沿線，足輕長屋位於外護城河以南，城鎮、神社和寺廟位於街道沿線。
現在，三之丸的南北兩側都有廣場，用於舉行篠山節（デカンショ祭）和篠山ABC馬拉松（丹波篠山ABCマラソン大会）的起點和終點等活動。 外護城河沿岸種植了約 1,000 棵櫻花樹。 這始於 1915 年（大正 4 年），當時篠山青年會為了紀念大正天皇即位，在東堀種植了一棵樹。